# Polemonium victoris
Polemonium victoris är en blågullsväxtart som beskrevs av Michail Klokov.
Polemonium victoris ingår i släktet blågullssläktet och familjen blågullsväxter. Inga underarter finns listade i Catalogue of Life.